# Odżelazianie wody

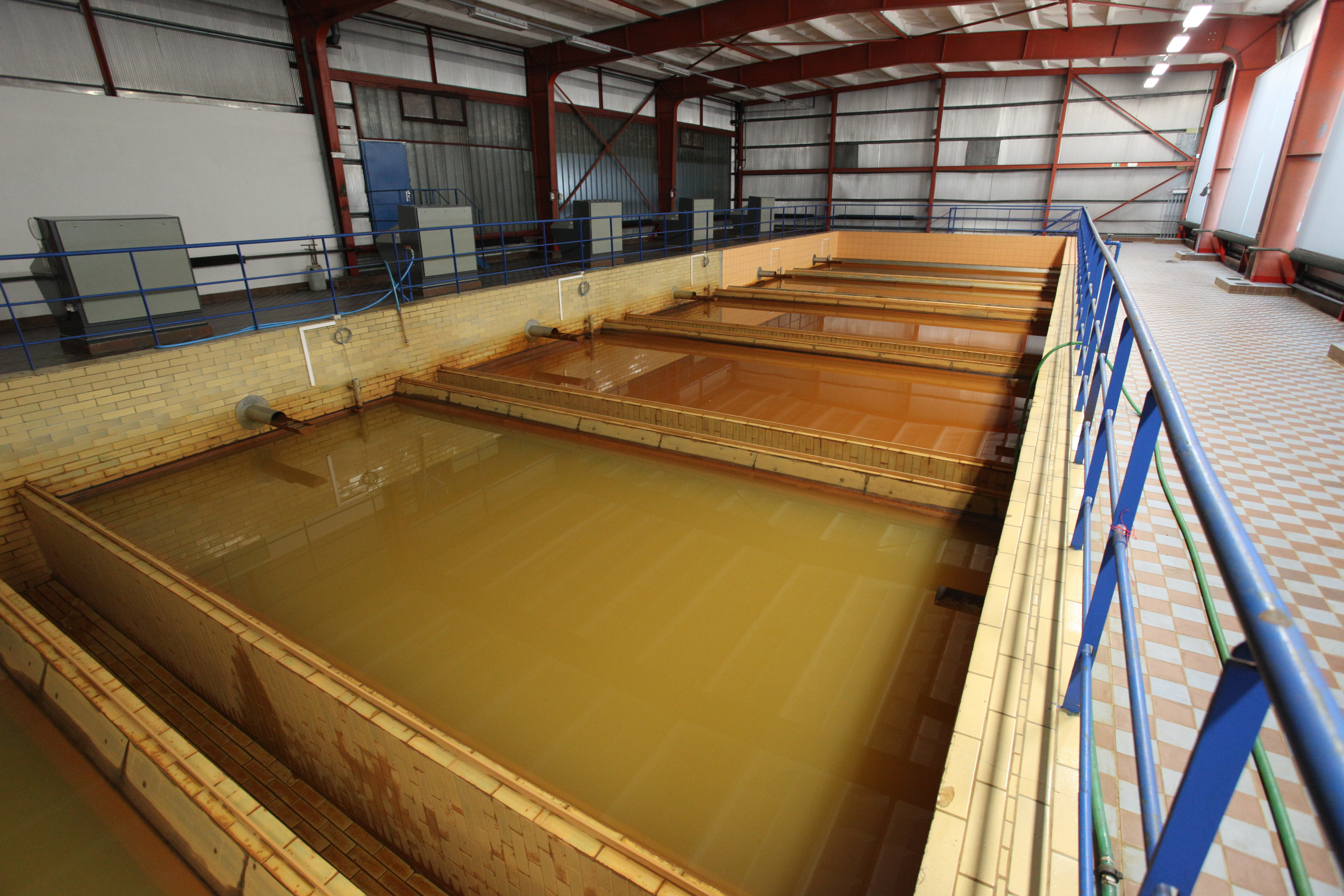
Odżelazianie wody. Káraný, Czechy

Odżelazianie wody – uzdatnianie wody polegające na usunięciu z niej (wytrąceniu) nadmiernych ilości związków żelaza. Zadanie sprowadza się do przeprowadzenia rozpuszczonych związków żelaza w formy trudno rozpuszczalne. Odbywa się to poprzez napowietrzanie w urządzeniach – odżelaziaczach. Następnie, po dokonaniu korekty odczynu, woda filtrowana jest na złożu.
Taka sama technologia stosowana jest przy odmanganianiu wody – usuwaniu związków manganu.